# Pyrrosia borneensis
Pyrrosia borneensis là một loài thực vật có mạch trong họ Polypodiaceae. Loài này được (Copel.) K.H. Shing miêu tả khoa học đầu tiên năm 1987.